# Brasileira
A Brasileira Lucero, mexikói énekesnő 2017 júliusában kiadott portugál és spanyol nyelvű lemeze.

## Dalok
1. Carinha De Anjo - Version Caion Gadia
2. Filha Linda
3. Joia Rara Preciosa
4. Pequena Aprendiz
5. Eu Te de Olho
6. Carinha De Anjo - Spain Version
7. Evidencias
8. Mi Talismán
9. Soledad
10. Era Um Vez
11. Trem Bala
12. Aquarela

## További információ
- YouTube csatorna
- Spotify
- Google Play